# Florodelphax leptosoma
Florodelphax leptosoma är en insektsart som först beskrevs av Flor 1861.  Florodelphax leptosoma ingår i släktet Florodelphax och familjen sporrstritar. Arten är reproducerande i Sverige. Inga underarter finns listade i Catalogue of Life.